# Alina Plugaru
Alina Plugaru (n. 18 decembrie 1987, Vaslui, Vaslui, România) este o fostă actriță porno din România, supranumită regina porno. Și-a început cariera de actriță porno în 2006, după ce a lucrat ca dansatoare și model.

## Viață și carieră

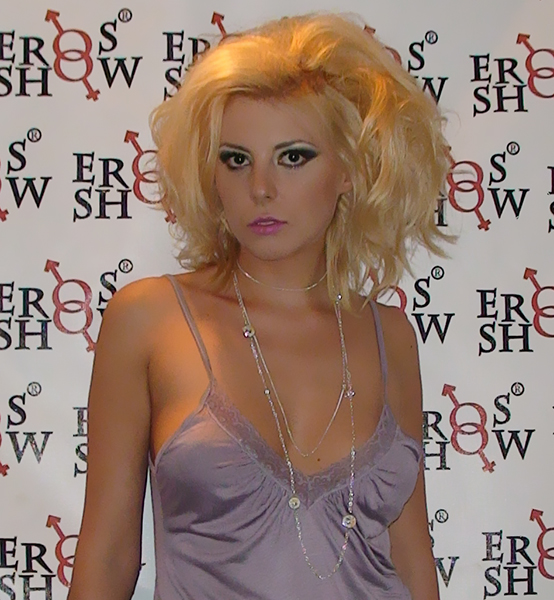
Alina Plugaru la Eros Show Bucuresti 2009

S-a născut pe 18 decembrie 1987 în Vaslui, România. La vârsta de 15 ani a decis să urmeze o carieră de fotomodel și s-a mutat la București. Din ziua în care a împlinit 16 ani a început să lucreze ca animatoare în show-uri erotice. A dansat doi ani în România, devenind cunoscută, până în momentul în care o vizită pe un platou de filmare i-a trezit interesul pentru industria porno. Și-a început cariera de actriță porno în 2006, imediat după ce a împlinit 18 ani, cu actorul și regizorul Zenza Raggi. Scena a fost inclusă în filmele apărute pe DVD în 2007: The Best Of Hardcore Fucking 4 și Girls Handling Cocks. De atunci, ea a apărut în peste 20 de filme.
Animatoare de la 16 ani, Alina a făcut show-uri erotice, în România și în alte țări. Îi place să danseze și să interacționeze cu fanii. În ultimii ani a fost o invitată permanentă la cele mai importante expoziții erotice europene precum Eros Show București, Festivalul Internațional al Filmului Erotic de la Barcelona (FICEB), Festivalul Erotic Internațional de la Lisabona (SIEL), Eros Porto, Eros & Amore Viena și Eros Show Sofia.
În ultimii ani Alina Plugaru a fost desemnată Cea Mai Bună Actriță Română XXX la Premiile Industriei Erotice din România (PIER 2008 și PIER 2009). Premiile recunosc contribuția ei la dezvoltarea industriei erotice din România.
În timpul liber preferă să patineze, să doarmă și să încerce lucruri noi. A călătorit în multe locuri de pe glob și este pasionată să descopere noi și interesante locuri de vizitat. Destinația pentru o vacanță de vis a Alinei este Bora Bora.
În martie 2009  a fost aleasă Femeia Ideală din România și aproape un sfert (24,69) din vizitatorii pe internet au votat pentru ea într-un sondaj online.
Pe 24 septembrie 2009  și-a anunțat retragerea din industria filmelor pentru adulți.
Alina Plugaru a fondat trupa de dans erotic Erotic Dreams Show by Alina Plugaru în 2011 și a susținut show-uri erotice la o serie de evenimente, petreceri private și publice. În luna mai 2011 a primit premiul pentru Cel mai bun show, acordat trupei ei de dans erotic, la Premiile Industriei Erotice Românești. (PIER 2011).
După retragerea din industria filmelor pentru adulți ea își administrează afacerea sa personală, un salon de masaj erotic din București.
În 2015 a apărut în reality show-ul „Sunt celebru, scoate-mă de aici!”, de pe Antena 1.

## Pseudonime
Alina și-a început cariera cu numele real iar apoi a folosit foarte multe nume de scenă în filmele sale printre care Alina, Alina Blu, Enryka, Enrika Dolls, Erika, Enrika, Enrika Dols, Alina Blue, Crystal, Ellie, Eve, Nicole, Selena, Magda și Candy.

## Filmografie

### Film
| Anul | Titlu                                                    | Studio                              | Note |
| ---- | -------------------------------------------------------- | ----------------------------------- | ---- |
| 2006 | Young & Tasty                                            | Legal Pink                          |      |
| 2006 | Taste My Sugar Cane                                      | Legal Pink                          |      |
| 2006 | It`s A Young Girls Thing 3                               | Legal Pink                          |      |
| 2006 | Blistering Blowjobs 5                                    | Collateral Damage                   |      |
| 2006 | Filled To The Rim # 3                                    | Diabolic Video                      |      |
| 2006 | Ass Wide Open # 9                                        | Digital Sin & New Sensations        |      |
| 2006 | Studenta de la drept                                     | Fox Trading                         |      |
| 2006 | Vacanță toridă                                           | Fox Trading                         |      |
| 2006 | Sex în Otopeni                                           | Fox Trading                         |      |
| 2007 | Anal Teen Tryouts # 14                                   | Devil's Film                        |      |
| 2007 | Tamed Teens                                              | Evil Angel                          |      |
| 2007 | Private Sports 12: SOS - Sex On Snow                     | Private                             |      |
| 2007 | Best By Private # 73: Fucking Your Ass Is The Best Sport | Private                             |      |
| 2007 | The Best Of Hardcore Fucking 4                           | Collateral Damage                   |      |
| 2007 | Girls Handling Cocks                                     | Nexxxt Generation                   |      |
| 2007 | The Harder They Cum # 6                                  | Hustler Video                       |      |
| 2007 | Pornostamps 1                                            | Pink'O                              |      |
| 2008 | Pornostamps 2                                            | Pink'O                              |      |
| 2008 | Seed Demons                                              | Diabolic Video                      |      |
| 2008 | Thassit! 6                                               | 21Sextury                           |      |
| 2008 | Playhouse The Files No. 2                                | Legal Pink                          |      |
| 2008 | It`s A Young Girls Thing 3 PACK                          | Legal Pink                          |      |
| 2008 | Young & Tasty 3 PACK                                     | Legal Pink                          |      |
| 2008 | Memorable Moments: Tasty Twats 2                         | Legal Pink                          |      |
| 2009 | Mad Sex Party: Sex On Trial                              | Eromaxx                             |      |
| 2010 | Memorable Moments - Lezzin' Out 4                        | Legal Pink                          |      |
| 2010 | Lesbian Lovers No. 40                                    | New Climax / Pleasure Entertainment |      |
| 2011 | All Young & Up The Bum                                   | Teen Fantasies                      |      |

## TV
- Nimeni nu-i perfect (2009) Studio: Prima TV
- Making Of (2007) Studio: Open Media Productions
- Secretul Mariei (2005) Studio: La Dolce Vita Productions & Antena 1 TV
- Sunt celebru, scoate-mă de aici! (2015), Antena 1